# Miconia nubicola
Miconia nubicola là một loài thực vật thuộc họ Melastomataceae. Đây là loài đặc hữu của Jamaica.